# Folder pocztowy
Folder pocztowy – druk, który zapowiada emisję znaczków pocztowych, jego przeznaczeniem jest reklama. Często wydawany w dwóch lub więcej językach, podaje charakter, okazję, technikę druku i datę wprowadzenia do obiegu znaczków.